# Золотий кубок КОНКАКАФ 1998 (кваліфікація)
У фінальній частині Золотого кубку КОНКАКАФ 1996 року мало зіграти 8 команд, які були визначені таким чином:
- Всі три члени північноамериканської зони ( Канада,  Мексика та  США) отримали прямі путівки на турнір, проте пізніше  Канада відмовилася від участі в турнірі, її місце отримала  Ямайка.
- Від карибської зони путівки отримують переможці Карибського кубка 1996 та 1997 року.
- Від центральноамериканської зони путівки отримують чотири найкращі команди Кубка націй Центральної Америки 1997 року.
- Бразилія була запрошена на турнір в статусі гостя.

## Карибська зона
Тринідад і Тобаго отримав путівку на Золотий кубок КОНКАКАФ 1998 як переможець Карибського кубка 1996 і Карибського кубка 1997. Оскільки в обох розіграшах переміг  Тринідад і Тобаго, то між фіналістами був влаштований додатковий матч, за результатами якого путівку отримала  Куба.
| 15 липня 1997 |

| Куба | 2–0 | Сент-Кіттс і Невіс |
| ---- | --- | ------------------ |
|      |     |                    |

| Тринідад і Тобаго |

## Центральноамериканська зона
| М | Команда    | І | В | Н | П | МЗ | МП | РМ | О | Кваліфікація або пониження в класі |
| - | ---------- | - | - | - | - | -- | -- | -- | - | ---------------------------------- |
| 1 | Коста-Рика | 3 | 2 | 1 | 0 | 6  | 1  | +5 | 7 | Чемпіон                            |
| 2 | Гватемала  | 3 | 2 | 1 | 0 | 3  | 1  | +2 | 7 | Віце-чемпіон                       |
| 3 | Сальвадор  | 3 | 0 | 1 | 2 | 0  | 2  | −2 | 1 | 3-тє місце                         |
| 4 | Гондурас   | 3 | 0 | 1 | 2 | 0  | 5  | −5 | 1 |                                    |

 Коста-Рика,  Гватемала,  Сальвадор та  Гондурас зайняли чотири перші місця на Кубку націй Центральної Америки та отримали путівки на Золотий кубок КОНКАКАФ 1998.

## Кваліфіковані команди
| Збірна                      | Кваліфікація                                    | Участь                    |
| Північноамериканська зона   | Північноамериканська зона                       | Північноамериканська зона |
| --------------------------- | ----------------------------------------------- | ------------------------- |
| США                         | Господар                                        | 4-та                      |
| Мексика                     | Автоматично                                     | 4-та                      |
| Канада                      | Автоматично                                     | Відмовилась               |
| Карибська зона              |                                                 |                           |
| Тринідад і Тобаго           | Переможець Карибського кубка 1997               | 2-га                      |
| Куба                        | Переможець плей-оф                              | 1-ша                      |
| Ямайка                      | Запрошена замість Канади                        | 2-га                      |
| Центральноамериканська зона |                                                 |                           |
| Коста-Рика                  | 1 місце на Кубку націй Центральної Америки 1997 | 3-тя                      |
| Гватемала                   | 2 місце на Кубку націй Центральної Америки 1997 | 3-тя                      |
| Сальвадор                   | 3 місце на Кубку націй Центральної Америки 1997 | 2-га                      |
| Гондурас                    | 4 місце на Кубку націй Центральної Америки 1997 | 4-та                      |
| КОНМЕБОЛ                    |                                                 |                           |
| Бразилія                    | Запрошена                                       | 2-га                      |